# Yaya Banana
Yaya Banana (ur. 9 lipca 1991 w Maroui) – kameruński piłkarz grający na pozycji defensywnego pomocnika.

## Kariera klubowa
17 stycznia 2012 roku podpisał 4,5-letni kontrakt z pierwszoligowym FC Sochaux.
| Sezon   | Klub              | Kraj       | Rozgrywki          | Mecze | Bramki | Rozgrywki Europy | Mecze | Bramki |
| ------- | ----------------- | ---------- | ------------------ | ----- | ------ | ---------------- | ----- | ------ |
| 2009/10 | Espérance Tunis   | Tunezja    | Ligue 1            | 1     | 0      | –                | –     | –      |
| 2010/11 | Espérance Tunis   | Tunezja    | Ligue 1            | 11    | 1      | –                | –     | –      |
| 2011/12 | Espérance Tunis   | Tunezja    | Ligue 1            | 3     | 0      | –                | –     | –      |
| 2011/12 | FC Sochaux        | Francja    | Ligue 1            | 15    | 0      | –                | –     | –      |
| 2012/13 | FC Sochaux        | Francja    | Ligue 1            | 11    | 0      | –                | –     | –      |
| 2013/14 | FC Lausanne-Sport | Szwajcaria | Swiss Super League | 24    | 1      | –                | –     | –      |

Stan na: koniec sezonu 2013/2014